# Zuihō (porta-aviões)
O Zuihō (瑞鳳) foi um porta-aviões rápido operado pela Marinha Imperial Japonesa e a primeira embarcação da Classe Zuihō, seguido pelo Shōhō. Sua construção começou em junho de 1935 originalmente como o tênder de submarinos Takasaki, sendo lançado ao mar em junho de 1936 e comissionado na frota japonesa em dezembro de 1940. Podia transportar até trinta aeronaves, era armado com uma bateria antiaérea de canhões de 127 e 25 milímetros, tinha um deslocamento padrão de mais de onze mil toneladas e alcançava uma velocidade máxima de 28 nós.
O Zuihō foi convertido em porta-aviões durante sua construção. Ele desempenhou um papel pequeno na Batalha de Midway em 1942 e em seguida participou da Campanha de Guadalcanal até o final do ano. Pouco fez em 1943 além de navegar entre diversas bases japonesas, com suas aeronaves muitas vezes atuando a partir de bases terrestres. O navio participou em 1944 das batalhas do Mar das Filipinas em junho e do Golfo de Leyte em outubro. Nesta última, atuou como chamariz para desviar atenção da força de ataque e foi afundado por ataques aéreos estadunidenses.